# Jennings Peak
Il Jennings Peak (in lingua inglese: Picco Jennings) è un picco antartico, alto 2.320 m, situato nel settore sudorientale del Dunedin Range, nei Monti dell'Ammiragliato, in Antartide. 
Il picco roccioso è stato mappato dall' United States Geological Survey (USGS) sulla base di rilevazioni e foto aeree scattate dalla U.S. Navy nel periodo 1960-63.
La denominazione è stata assegnata dall' Advisory Committee on Antarctic Names (US-ACAN) in onore di Cedell Jennings, dell' U.S. Navy, elettricista di aerei presso la Stazione McMurdo nel 1968.